# نسترن حکمی
نسترن حَکَمی(زادهٔ ۱۳۳۰ در کرمانشاه – درگذشتهٔ ۱۴ آذر ۱۴۰۳ در تهران) فرهنگ‌نویس، مترجم و محقق ایرانی بود. او خواهر نسرین حکمی بود.

## مشخصات و سرگذشت
نسترن حکمی متولد ۱۳۳۰ خورشیدی بود. وی در کرمانشاه و در خانواده‌ای فرهنگی دیده به جهان گشود. به گفته خود او، خانۀ آن‌ها از همان ابتدا آکنده از کتاب و مجله بود و پدرشان که او پدرش را نخستین استاد خود می‌داند، در تربیت خانواده نقش اساسی داشت. وی به توصیۀ پدرش، در حین گذراندن دوران دبستان تا دبیرستان، به یادگیری زبان نیز اهتمام داشت. وی در سال ۱۳۵۴ کرمانشاه را برای شرکت در مدرسه عالی ترجمه در تهران ترک کرد تا مدرک کارشناسی ترجمهٔ انگلیسی را اخذ کند. نسترن در این مؤسسه که بعد از انقلاب مصادره و به دانشکدهٔ ادبیات فارسی و زبان‌های خارجیِ دانشگاه علامه طباطبایی تغییر نام یافت، شروع به تحصیل کرد. او بیشتر استادان خود در این دوره را اساتیدی از ایرلند و انگلیس معرفی می‌کند. او از میان استادان فارسی‌زبان خود به دکتر منوچهر آریان‌پور کاشانی اشاره کرده‌است. حکمی پس از پایان تحصیلات دانشگاهی برای تکمیل زبان انگلیسی راهی انگلستان شد. وی پس از فارغ‌التحصیلی، به آموزش زبان در آموزشگاه‌ها و مدارس تهران پرداخت. با این وجود پس از انقلاب فرهنگی در سال ۱۳۵۹ و تغییرات در وزارت آموزش و پرورش بیکار شد. او چندی بعد و در سال ۱۳۶۷ توانست در دانشگاه شهید بهشتی به عنوان استاد زبان انگلیسی پذیرش شود و به مدت هشت سال در گروه علوم پزشکی این دانشگاه به تدریس زبان انگلیسی بپزدازد. او همزمان از سال ۵۹ با همکاری غلامحسین صدری افشار و نسرین حکمی به کار فرهنگ‌نویسی، مترجمی و ویراستاری مشغول شد.
نسترن حکمی در ۱۴ آذر ۱۴۰۳ در تهران درگذشت.

## تحصیلات
از تحصیلات او می‌توان به موارد ذیل اشاره کرد:
- کاردانی زبان انگلیسی، دانشسرای راهنمایی، کارشناسی مترجمی زبان انگلیسی، دانشگاه علامه طباطبایی، دانشکده ادبیات و زبان‌های خارجی
- تحصیلات تکمیلی: زبان انگلیسی، کالج دیویس لندن

## شماری از سمت‌های شغلی
سمت‌های شغلی او عبارتند از:
1. دبیر دبیرستانهای تهران
2. مدرس زبان انگلیسی، دانشگاه علوم پزشکی شهید بهشتی
3. نویسنده - مترجم - ویراستار

## آثار

### تألیف
آثار تألیفی او عبارتند از:
- فرهنگ مترجم (با همکاری غلامحسین صدری‌افشار و نسرین حکمی)
- واژه‌نامهٔ فنی-مهندسی (انگلیسی – فارسی) (با همکاری غلامحسین صدری‌افشار و نسرین حکمی)
- فرهنگنامه فارسی (۳جلدی)، فرهنگ معاصر (با همکاری غلامحسین صدری‌افشار و نسرین حکمی)
- فرهنگ فارسی دوجلدی، فرهنگ معاصر (با همکاری غلامحسین صدری‌افشار و نسرین حکمی)
- فرهنگ معاصر اعلام، فرهنگ معاصر (با همکاری غلامحسین صدری‌افشار و نسرین حکمی)
- فرهنگ معاصر فارسی، فرهنگ معاصر (با همکاری غلامحسین صدری‌افشار و نسرین حکمی)
- فرهنگ معاصر کوچک فارسی، فرهنگ معاصر (با همکاری غلامحسین صدری‌افشار و نسرین حکمی)
- مقدمه بر تاریخ علم، جلد ششم (نمایه)

### ترجمه
وی ترجمه مقاله‌هایی از Scientific American, Britannica, Soviet Literature Popular Science و چاپ مقاله‌هایی در مجله‌های هُدهُد، چیستا و دانش و مردم را در کارنامه خود دارد.

### ویرایش
ویرایش‌های او عبارتند از:
1. خُرده اوستا
2. هنر سریع فکر کردن
3. راه حل عملی مشکلات کروماتوگرافی مایع با کارایی بالا
4. مبانی شیمی آلی
5. روش‌های طیف‌سنجی در شیمی آلی
6. فرهنگ فشردهٔ پزشکی آکسفورد
7. واژه‌نامهٔ نجوم و احکام نجوم
8. هدیه
9. مدیر یک دقیقه‌ای
10. چخوف در زندگی من
11. زندگی خود را تغییر دهید
12. شیمی آلی (۳ جلد)

## جوایز
وی در بیست‌ویکمین دورهٔ جایزهٔ ترویج علم؛ طی یک بیانیهٔ هیئت مدیره انجمن ترویج علم، مورد تقدیر قرار گرفت و حکمی به پاس فعالیت در عرصۀ دانش زبان‌شناسی و علوم اجتماعی دریافت کرد که به «جایزۀ ترویج علم» شهره است. کتاب فرهنگ فارسی امروز او که به کوشش و تلاش غلامحسین صدری‌افشار و خواهرش نگارش یافته‌است، توانست در هفدهمین دوره از کتاب سال جمهوری اسلامی ایران، برندۀ جایزۀ کتاب سال بشود.